# كلنكوة صومالية
كلنكوة صومالية (الاسم العلمي:Kalanchoe somaliensis) هي نوع من النباتات تتبع جنس الكلنكوة من الفصيلة الكرسولية.